# Gwion Gwion rock art
Bradshaws er betegnelsen for de hulemalerier, der findes i Kimberly-regionen i den nordvestlige del af Australien. Hulemalerierne er opkaldt efter eventyreren Joseph Bradshaw, som var den første europæer, som opdagede og dokumenterede dem i 1891. Hulemalerierne kaldes blandt de lokale aboriginere "Gwion Gwion" som betyder "Før vor tid".
Videnskabsfolk anslår, at der findes op imod 100.000 gallerier fordelt over 50.000 km² i Kimberly-regionen. Man har fundet ud af at klippekunsten er mindst 17.500 år gammel, hvilket gør malerierne til nogle af verdens ældste.